# Chileolobus eden
Genre
Espèce
Chileolobus eden, unique représentant du genre Chileolobus, est une espèce d'araignées aranéomorphes de la famille des Orsolobidae.

## Distribution
Cette espèce est endémique de la région de Magallanes au Chili,. Elle se rencontre sur les îles Wellington, Bayly, Deceit, Hoste et Wollaston.

## Description
Le mâle holotype mesure 5,83 mm et la femelle paratype 6,46 mm.

## Étymologie
Son nom d'espèce lui a été donné en référence au lieu de sa découverte, Puerto Edén.

## Publication originale
- Forster & Platnick, 1985 : A review of the austral spider family Orsolobidae (Arachnida, Araneae), with notes on the superfamily Dysderoidea. Bulletin of the American Museum of Natural History, no 181, p. 1-229 (texte intégral).